# كنيسة الرسل المقدسة

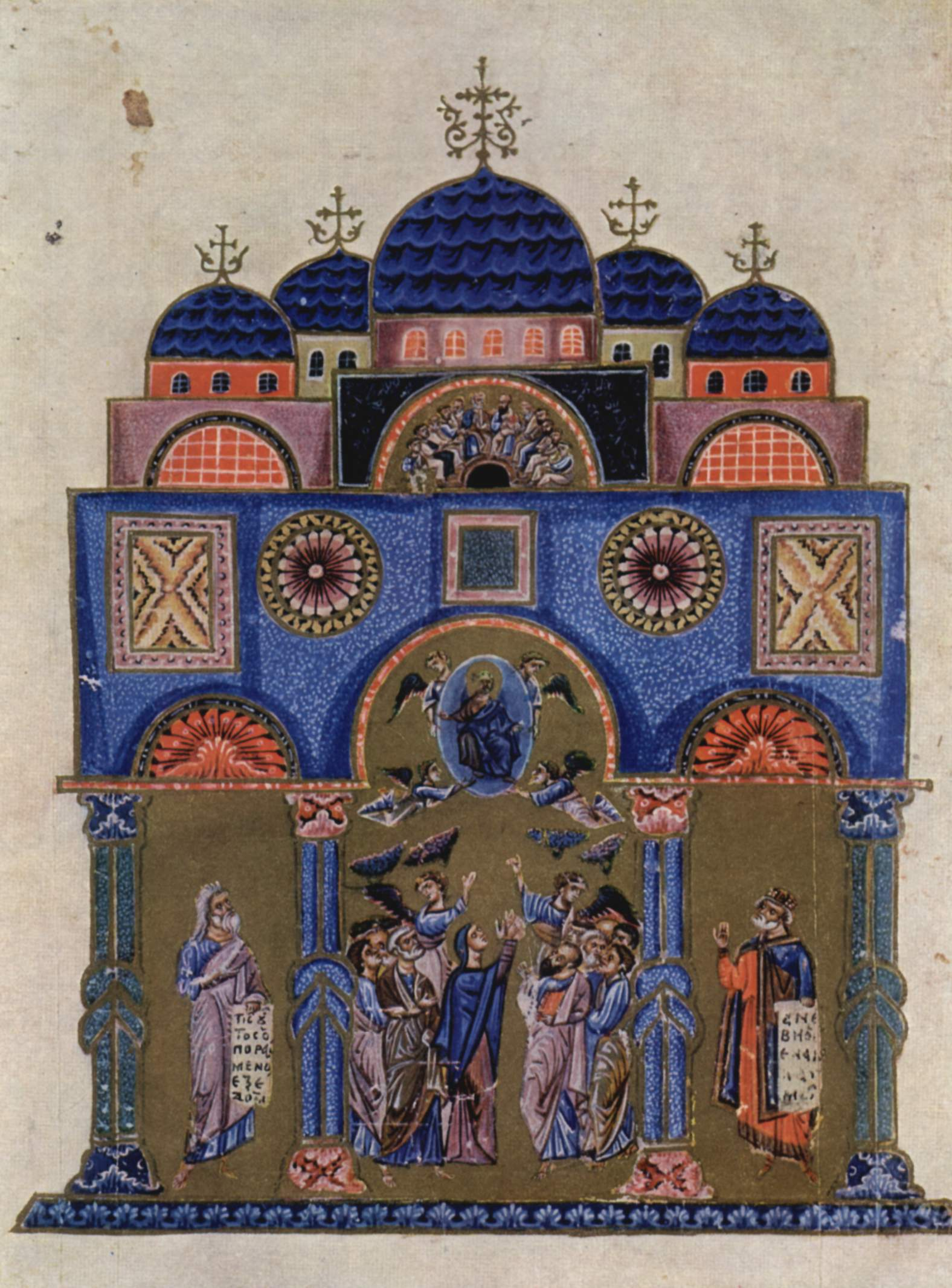
رسمة تعود للقرن الحادي عشر يعتقد أنها تصور كنيسة الرسل المقدسّة؛ محفوظة في مكتبة الفاتيكان.

كنيسة الرسل القدسة (باليونانية: Ἅγιοι Ἀπόστολοι؛ بالتركيّة: Havariyyun Kilisesi) المعروفة أيضا باسم مقبرة الأباطرة، هي كنيسة أرثوذكسية شرقية في القسطنطينية، عاصمة الإمبراطورية البيزنطية سابقًا. يعود تاريخ أول بناء في القرن الرابع، على الرغم من قيام الأباطرة البيزنطيين لاحقًا بتحسين وتجميل الكنيسة. كانت الكنيسة في المرتبة الثانية في الحجم بين الكنائس الكبرى في العاصمة بعد آيا صوفيا. عندما سقطت القسطنطينية على يد العثمانيين عام 1453، وأصبحت الكنيسة لفترة وجيزة مقر بطريرك القسطنطينية المسكوني. وبعد ثلاث سنوات تم التخلي عن هذا الصرح، الذي كان في حالة مزرية، من قبل البطريرك، وفي 1461 تم هدمه من قبل العثمانيين لإفساح المجال أمام بناء مسجد الفاتح.

## أعلام
- جستينيان الأول
- أندراوس
- قسطنطين العظيم